# الحزب الشيوعي النيوزيلندي
الحزب الشيوعي النيوزيلندي هو حزب شيوعي وُجد في نيوزيلندا منذ سنة 1921 وحتى سنة 1994. جسّدت الأحداث التي وقعت في جمهورية روسيا السوفيتية، عقب الحرب العالمية الأولى باعثًا على تأسيس الحزب، غير أن أصله يعود إلى المنظمات النقابية والاشتراكية الثورية، مثل حزب ويلينغتون الاشتراكي المستقل على وجه الخصوص، وأنصار اتحاد عمال الصناعة في العالم الموجودين في مدينة أوكلاند، فضلًا عن شبكةٍ من عمال المناجم في الساحل الغربي للجزيرة الجنوبية، حيث أسس هؤلاء حلقات دراسية اعتنقت النظرية المستحيليّة.
ألحقت المنظمة الشيوعية الدولية الحزب الشيوعي في أستراليا بالحزب الشيوعي النيوزيلندي، ولم يحتل الحزب الشيوعي الأسترالي مرتبة عالية في سلّم أولويات المنظمة حتى سنة 1928، فبدأ نشاطه حينها بصفة حزب كامل الاستقلال. بقيت رسوم عضوية الحزب صغيرة، ولم تتجاوز ألف مارك باستثناء فترة قصيرة، فضلًا عن تعرّض أعضائها إلى القمع الحكومي والعزل عبر إقصائهم من التيار الرئيسي لحركة العمال، والمحصور في حزب العمال النيوزيلندي.
وقف الحزب الشيوعي النيوزيلندي إلى جانب الحكومة الصينية، وزعيمها ماو تسي تونغ، إبان فترة الانقسام الصيني السوفيتي في ستينيات القرن الماضي. برزت الانشقاقات في صفوف الحزب لاحقًا، وانقسم إلى مجموعة من الأحزاب السياسية الصغيرة بعد عام 1966، ولم يعد الحزب فريقًا مستقلًا.

## تاريخ

### خلفية
بالتوازي مع بزوغ فجر القرن العشرين، جسّدت نيوزيلندا حالة دراسة مرجعية لأداء الحكومة الديمقراطية الاشتراكية العمليّ في نظر أتباع الاشتراكية الدولية عالميًا. طبع جوليوس ويلاند، مالك صحيفة الاحتكام إلى العقل الاشتراكية الأسبوعية واسعة التداول، منشورًا تفصيليًا في يونيو عام 1901 يوضّح السبل التي اعتمدتها نيوزيلندا، الدولة الجزرية التي يبلغ عدد سكانها 720 ألف نسمة، من أجل إقرار تشريعات واسعة النطاق تصبّ في مصلحة العاملين بأجور، مدعومةً بجهود 200 مندوبٍ من «قسم الاستعلامات العمالية». لم تُعرف نيوزيلندا بأنها «دولة طوباوية»، بيد أنها اشتُهرت بفقدان «حاجة حقيقية» أو «مشكلة بطالة تتطلب الحل». لم تكسب النقابات العمالية اعترافُا بها فحسب، بل كانت واسعة الانتشار، وقادرةً على كسر حدّة الصراع الطبقي عبر استخدام قوانين التحكيم التي يجيزها القانون، فجرى حلّ النزاعات على يد ثلاثة أعضاء من محكمة التحكيم، يمثّل كل فردٍ منهم العاصمة والعمل والمحاكم المتّسقة مع ما جاء في قانون التحكيم والتسوية الصناعيين عام 1894.
ظهر في نيوزيلندا نظام أشغالٍ عمومية شامل، ويُدار بالاستناد إلى مبدأ «العمل والأجر العادِلَين». انتشر ما يزيد على 200 مكتب عمل في أنحاء البلاد، فوّفرت الوظائف لكلّ عامل مستعدٍ للعمل. حُظرت منشآت العمل الشاق، وكذلك الصناعة المنزلية الممنهجة، وفُرضت بطاقات تعريفية لكافة المواد المُنتجة خارج المصانع. كانت الأجور مرتفعة عمومًا، وعُدّ نظام أسبوع العمل المؤلف من ثمانٍ وأربعين ساعة الحدّ الأقصى المحلي. قُضي على ظاهرة «التسول» عبر منح البلدات مخصصاتٍ من المنازل الصغيرة للعمال الفقراء، وحصولهم عليها عبر عقد إيجارٍ ميسورٍ مدى الحياة. تولّى برلمان نيوزيلندا حقّ الاستملاك العام في سنة 1896، وأتاح ذلك تسلّم الدولة ملكيّة العقارات الكبيرة بعد تقييم سعرها النهائي عند تجزئتها إلى مزارعٍ صغيرة.
حصلت الدولة على تمويلها من ضريبة الأملاك، ووضعت شكلًا متقدمًا من ضريبة الدخل. كانت الحكومة الوطنية مسؤولة عن امتلاك وتشغيل السكك الحديدية، ونظامَي الاتصال الهاتفي والبرقي، والمدارس، ونظام المدخرات البريدية في كامل أنحاء البلاد، وذلك قبل انتخابات عام 1891 البارزة. أوجب القانون التأمينَ على تعويضات العمال لحمايتهم من إصابات العمل، ووفرت الدولة تأمينًا منخفض التكلفة على الحياة منذ عام 1869. وفرت الدولة أيضًا معاشات كبار السن لكافة النيوزيلنديين الذين يزيد عمرهم على 65 سنة، وأقاموا في البلاد فترةً لا تقل عن 25 سنة.
تحدّث المراقبون الأمريكيون بحماسة قائلين أن «النيوزيلنديين ذي توجه جماعي، على الرغم من التزامهم الولاء لأسماء شخصيات قديمة من الحزبين المحافظ (توري) والليبرالي»، وعُدّ الحزب الليبرالي النيوزيلندي مكافئًا للجمعية الفابية في بريطانيا العظمى. أشرف ريتشارد سيدون، رئيس الوزراء النيوزيلندي منذ سنة 1893 حتى وفاته سنة 1906، على تطبيق منظومة من برامج الرفاه الاجتماعي، انطلاقًا من كونه زعيم الحكومة الليبرالية.
تبيّن أن هذا التصور المثالي قصير الأمد -فلم يعرِ الاهتمام بالظروف التي يتحمّلها سكان الماوري الأصليون، ولم يعمل على معالجتها. عند اندلاع الحرب العالمية الأولى عام 1914، أرسلت نيوزيلندا جنودها للمشاركة في حملات الحلفاء في تركيا وفلسطين وفرنسا وفلاندرز. جُنّد أكثر من 120 ألف نيوزيلندي في قوة الحملة النيوزيلندية، وعمل نحو 100 ألف رجل وامرأة جنودًا وممرضات في أوروبا، من أصل 1.14 مليون مواطن نيوزيلندي. قُتل من بين هؤلاء 18 ألف فردًا في المعارك، وتوفي 41 ألفًا بسبب الإصابات والأمراض -وصل معدل الإصابات إلى 60%. فُرض التجنيد الإجباري في عام 1916 نتيجة ضعف زخم المتطوعين المتحمسين، وساد إنهاك العامة من الحرب بالتوازي مع ارتفاع الإصابات في عام 1917، فغذّى ذلك الاستياء السياسي. بدأ حينها ظهور حركة اشتراكية ثورية.

## التأسيس
برزت في نيوزيلندا انعكاسات منفردة عن النزعات المتطرفة الدولية في مطلع القرن العشرين. احتوى الحزب الاشتراكي النيوزيلندي، الذي تأسس في سنة 1901، جناحًا يساريًا في صفوفه، وتجنّب هذا الجناح العمل السياسي مدعيًا أن الوصول إلى الاشتراكية لا يتمّ سوى عبر المساعي المباشرة بهدف تنظيم الطبقة العاملة التي تنوب النقابات عنها.
التزم آخرون نظريات دانيال دي ليون، وهو مَن دافع عن استخدام صناديق الاقتراع من أجل تحقيق تحوّل ثوري في المجتمع، والذي سيؤدي بدوره إلى قيام دولة اشتراكية تحكمها النقابات الصناعية الثورية. بدأت أفكار النقابية تكسب موطئ قدم في منطقة أوكلاند منذ عام 1911، تحت راية اتحاد عمال الصناعة في العالم، في حين خلّفت الأفكار المستحيلية المناهضة للسياسة، والتي حملها الحزب الاشتراكي البريطاني، تأثيرًا على آخرين. ساعدت جميع تلك الاتجاهات أنصارَها على قيادة الحركة الشيوعية النيوزيلندية.
يجدر ذكر شبكة صغيرة من دوائر الدراسة الماركسية في هذا الخصوص، وهي دوائر تأسست إبان سنوات الحرب، وصبّت اهتمامها الرئيس على تجمعات عمال المناجم في الجزيرة الجنوبية. أعطى العنف في فترة الحرب والثورة البلشفية في روسيا حافزًا للأفكار الثورية، فانضم الأعضاء إلى تلك الجماعات، وانتهى الأمر بإعلان انتمائهم الرسمي إلى الرابطة الماركسية النيوزيلندية إبان عطلة عيد الميلاد في صيف عام 1918. انتخبت هذه المجموعة تي. دبليو. فيري أمين سرّ المنظمة، ثم أرسلته عام 1919 برفقة اثنين إلى أمريكا الشمالية للحصول على معلومات إضافية عن الحركة الثورية من المنظورين الأمريكي والكندي.
حصل فيري، ومن يشاركونه أفكاره، على نسخٍ من بعض المطبوعات المؤثرة عند زيارة مدينتي سان فرانسيسكو وفانكوفر الساحليّتين، وشملت تلك المطبوعات كتاب عشرة أيام هزّت العالم، وهو كتاب لجون ريد استعرض فيه شهادته عن أحداث الثورة البلشفية، فضلًا عن السوفييت في العمل، وهو كتيّب من تأليف لينين أُعيدت طباعته على نطاق واسع. نجح هؤلاء في تهريب الكتب إلى بلادهم، وجرت طباعة مؤلف لينين على الفور لإنجاز نسخة جديدة.
أضاف حزب ويلينغتون الاشتراكي مزيدًا من التعقيد إلى وضع الحركة المتطرفة المجزّأ، والحزب فرعٌ من الحزب الاشتراكي النيوزيلندي، انفصل عن المنظمة الوطنية في سنة 1913 إثر خلافٍ على السياسات الانتخابية.